# Nikica Jelavić
Nikica Jelavic (Čapljina, RFS Iugoslàvia, 27 d'agost de 1985) és un futbolista croat que juga com a davanter per al club anglès West Ham United FC.